# 経済産業省登録システムインテグレータの一覧
経済産業省登録システムインテグレータの一覧（けいざいさんぎょうしょう とうろく システムインテグレータ の いちらん）は、日本の経済産業省により審査され「情報処理サービス企業等台帳」に登録された「経済産業省登録システムインテグレータ」の一覧である。

## 解説
経済産業省では、システムインテグレーションに必要な能力を兼ね備えた企業を「情報処理サービス企業等台帳」に登録し、それを広く公開することで、顧客の利便性の向上やシステムインテグレータの健全な発展を目指している。この「情報処理サービス企業等台帳」は、経済産業省の地方支分部局たる経済産業局、および、内閣府の地方支分部局である沖縄総合事務局が、それぞれ管轄する地域ごとに所管している。
そのため、この一覧では、所管する経済産業局、および、沖縄総合事務局ごとに、それぞれの企業を記載した。また、都道府県の記載順については、日本工業規格「JIS X 0401」による都道府県コードに従った。経済産業局の所管地域の区分は、いわゆる「八地方区分」による都道府県の区分とは異なっている。したがって、長野県や静岡県は関東経済産業局に、三重県は中部経済産業局に、福井県は近畿経済産業局の所管にそれぞれ含まれている。記載対象の企業は、「株式会社」などの法人号を省略し、都道府県別に五十音順に並べた。なお、企業名が赤リンクとなる場合は、特筆性の観点から原則的に記載していない。また、経済産業省では「経済産業省登録システムインテグレータ」の新規登録を停止しており、この一覧には最後の台帳登録において経済産業省登録システムインテグレータとして認められた企業のみ掲載している。その後、合併等で社名変更した企業もあるが、社名は台帳登録時のまま記載した。

## システムインテグレータの一覧

### 北海道経済産業局

#### 北海道
- 北海道電子計算センター
- つうけんアドバンスシステムズ
- ソフトコム

### 東北経済産業局

#### 青森県
- 青森電子計算センター

#### 岩手県
- アイシーエス

#### 宮城県
- 大和電設工業

#### 山形県
- エヌ・デーソフトウェア
- YCC情報システム

### 関東経済産業局

#### 埼玉県
- 沖ソフトウェア

#### 千葉県
- シャープシステムプロダクト
- 日立ケーイーシステムズ
- 三井造船システム技研

#### 東京都
- アイエックス・ナレッジ
- アイティフォー
- アクセンチュア
- アジアパシフィックシステム総研
- アドソル日進
- アビームコンサルティング
- SRA
- NECソフト
- NECフィールディング
- エヌジェーケー
- エヌ・ティ・ティ・データ
- 大塚商会
- 沖電気工業
- カテナ
- 協和エクシオ
- コア
- 構造計画研究所
- CSK-ITマネジメント
- CSKシステムズ
- JR東日本情報システム
- JFEシステムズ
- 清水建設
- 情報システム工学
- 新日鉄住金ソリューションズ
- ディアイスクエア
- ティージー情報ネットワーク
- DTS
- 東京コンピュータサービス
- 東芝ソリューション
- 東洋ビジネスエンジニアリング
- トランス・コスモス
- ニッセイコム
- ニッセイ情報テクノロジー
- 日本システムウエア
- 日本事務器
- 日本トラフィックコンピューターセンター
- ネットワンシステムズ
- パシフィックシステム
- 東日本電信電話
- 日立公共システムエンジニアリング
- フォーラムエイト
- 三井情報
- 三菱電機インフォメーションシステムズ

#### 神奈川県
- アイネット
- システムプロ
- 富士通アドバンストソリューションズ
- 富士通ワイエフシー

#### 長野県
- キッセイコムテック
- 電算

#### 静岡県
- SBS情報システム
- 遠鉄システムサービス
- 静鉄情報センター
- TOKAIコミュニケーションズ

### 中部経済産業局

#### 石川県
- システムサポート
- 北陸コンピュータ・サービス

#### 岐阜県
- 電算システム

#### 愛知県
- エヌ・ティ・ティ・データ東海
- CSKシステムズ中部
- 東邦ガス情報システム
- 富士通中部システムズ

#### 三重県
- 松阪電子計算センター

### 近畿経済産業局

#### 福井県
- 三谷商事

#### 大阪府
- アイテック阪急阪神
- オージス総研
- スミセイ情報システム
- 西日本電信電話
- 日本電通

#### 兵庫県
- 関電システムソリューションズ

### 中国経済産業局

#### 山口県
- 宇部情報システム

### 四国経済産業局

#### 愛媛県
- 愛媛電算

### 九州経済産業局

#### 福岡県
- アイク
- ニシム電子工業
- 安川情報システム

### 沖縄総合事務局

#### 沖縄県
- リウコム
- オーシーシー